# Hans Höfer (Fußballtrainer)
Hans Höfer (* 20. März 1911; † nach 1965) war ein deutscher Fußballtrainer. In den 1950er Jahren betreute er in der DDR-Oberliga, der höchsten Spielklasse im DDR-Fußball, Märkische Volksstimme Babelsberg, Chemie Leipzig, Fortschritt Meerane und Motor Zwickau.

## Sportliche Laufbahn
Als die Betriebssportgemeinschaft (BSG) Märkische Volksstimme Babelsberg zur ersten Saison der neu gegründeten DS-Liga (später DDR-Oberliga) 1949/50 in der höchsten Fußballspielklasse der Ostzone antrat, wurde sie von dem 38-jährigen Hans Höfer trainiert. Bei zwei Punktspielen wirkte er auch als Spieler mit. In der Saison 1950/51 arbeitete Höfer nur bis zum 25. Oberligaspiel als Trainer der Babelsberger. Anschließend half er sieben Spieltage beim Oberligisten Chemie Leipzig aus. Zu Beginn der Rückrunde der Spielzeit 1951/52 übernahm Höfer das Training der Oberligamannschaft von Fortschritt Meerane. Diese stand zu diesem Zeitpunkt auf einem Abstiegsplatz, und Höfer gelang es nicht, den Abstieg zu verhindern. In der Folgesaison 1952/53 führte Höfer die Meeraner wieder in die Oberliga zurück, wo sie unter seiner Leitung 1953/54 einen sicheren 10. Platz erreichten. Trotzdem wechselte Höfer zur Saison 1954/55 zu Motor West Karl-Marx-Stadt. Die Mannschaft war gerade in die zweitklassige DDR-Liga aufgestiegen, und Höfer sorgte dafür, dass sie mit Platz sieben unter vierzehn Teams sicher den Klassenerhalt schaffte. Anschließend sicherte sich Oberligist Motor Zwickau die Dienste Höfers. Dieser übernahm die Mannschaft bereits in der im Herbst 1955 durchgeführten Übergangsrunde zum Wechsel in die Kalenderjahrspielzeit. In seinen ersten beiden Spielzeiten erreichte Höfer mit den Zwickauer jeweils Platz zehn. Nach der Hinrunde der Saison 1958 veranlasste der SC Karl-Marx-Stadt, u. a. auch Fußball-Leistungszentrum der Region, den Wechsel von Höfer von Zwickau zum Sportclub. Die Fußballmannschaft des Sportclubs war in der Vorsaison aus der Oberliga abgestiegen und befand sich auch in der DDR-Liga bereits wieder in akuter Abstiegsgefahr. Es gelang Höfer nicht mehr, den Abstieg abzuwenden, und so trainierte er die Karl-Marx-Städter 1959 in drittklassigen II. DDR-Liga. Dort schaffte er zwar den sofortigen Wiederaufstieg, trainierte die Mannschaft in der DDR-Liga-Saison 1960 aber nur noch bis zum Ende der Hinrunde. In der Saison 1961/62 (Rückkehr zum Sommer-Frühjahr-Spielrhythmus) war Höfer Trainer der Fußballmannschaft des SC Traktor Schwerin in der II. DDR-Liga, 1964/65 trainierte er den DDR-Liga-Aufsteiger Chemie Riesa, mit dem er nach einem Jahr ebenfalls in die Drittklassigkeit abstieg. Danach kehrte Höfer nicht mehr in die höheren Ligen zurück.